# أكسل كان
أَكْسِل كَان (بالفرنسية: Axel Kahn؛ 1944–2021 مـ) طبيبٌ وعالمُ وراثةٍ فرنسيٍّ. وهو أيضًا كاتبٌ وسياسيٌّ نشط في الحزب الشيوعي الفرنسي ( – 1977) والحزب الاشتراكي (1981–1983). وقد انتُخب رئيسًا لجامعة باريس الخامسة (2007–2011).
عُرِفَ كان في فرنسا بظهورِه الإعلاميِّ حيث كانَ يشرحُ للعامةِ علمَ الوراثةِ.
وُلِدَ في 5 سبتمبر 1944 في فرنسا. تُوُفِّيَ في يوم 7 يوليو 2021 عن 76 سنة بعد معاناة مع مرض السرطان.

## وصلات خارجية
- الموقع الرسمي